# Blind Melon
Blind Melon – amerykańska rockowa grupa muzyczna założona w roku 1989 w Los Angeles przez trzech muzyków z Mississippi, zapamiętana najbardziej z utworu i teledysku „No Rain” pochodzącego z debiutanckiego albumu „Blind Melon” (1993), w którym występowała tańcząca w stroju pszczoły dziewczynka. Piosenka ta stała się przebojem, album czterokrotnie otrzymał platynę. Grupa osiągnęła sukces komercyjny i zyskała uznanie krytyków.
Liderem zespołu był wokalista Shannon Hoon, wystąpił on w utworze zespołu Guns N’ Roses pt. „Don’t Cry”. Zmarł po przedawkowaniu kokainy. Jego śmierć była przyczyną rozpadu zespołu, który został reaktywowany w 2006 roku.

## Skład
Obecni członkowie
- Christopher Thorn – gitara rytmiczna, gitara stalowa, mandolina, harmonijka ustna, śpiew od 2008
- Rogers Stevens – gitara prowadząca, fortepian
- Brad Smith – bas, flet, wokal wspierający
- Glen Graham – instrumenty perkusyjne
- Travis Warren (2006–2008, 2010-) – śpiew, kazoo, gitara akustyczna

Byli członkowie
- Shannon Hoon (1989–1995) – śpiew, harmonijka ustna, kazoo, gitara akustyczna

## Dyskografia
| Rok  | Tytuł                   | Wytwórnia | Informacje dodatkowe                       |
| ---- | ----------------------- | --------- | ------------------------------------------ |
| 1992 | Blind Melon             | Capitol   | album studyjny                             |
| 1995 | Soup                    | Capitol   | album studyjny                             |
| 1996 | Nico                    | Capitol   | album studyjny                             |
| 2002 | Classic Masters         | Capitol   | kompilacja                                 |
| 2005 | The Best of Blind Melon | Capitol   | kompilacja                                 |
| 2006 | Live at the Palace      | Capitol   | album koncertowy                           |
| 2008 | For My Friends          | Edel      | album studyjny                             |
| 2009 | Deep Cuts               | Capitol   | EP w formie downloadu, stare nagrania demo |